# Хронологија радничког покрета и КПЈ 1932.
| претходна целина: ◄ 1920—1929. |                              |
| Хронологија радничког покрета и Комунистичке партије Југославије током 1930-их 1930. 1931. 1932. 1933. 1934. 1935. 1936. 1937. 1938. 1939. | следећа целина: 1940—1949. ► |

Хронолошки преглед важнијих догађаја везаних за Раднички покрет Југославије и Комунистичку партију Југославије (КПЈ), као и општа политичка дешавања која су се догодила у Краљевини Југославији током 1932. године.
| Јануар Фебруар Март Април Мај Јун Јул Август Септембар Октобар Новембар Децембар |

## Јануар

#### 8. јануар
- Члан ЦК КПЈ Ђуро Цвијић доставио извештај Привременом руководству КПЈ, у коме их је обавестио о штампању првог тома „Капитала” Карла Маркса, које су извршили Моша Пијаде и Родољуб Чолаковић, за време боравка у сремскомитровачком затвору. Обавестио их је такође о везама осуђених робијаша-комуниста из Лепоглаве, међу којима је био и Моша Пијаде, са комунистима у Загребу.[1]

#### 15. јануар
- На Универзитету у Београду, на први дан заседања Народне скупштине и Сената Краљевине Југославије, избиле демонстрације студената против владајућег режима. Жандармерија је разбила демонстрације и привела око стотину студената, а Универзитет је затворен на три дана.[1]

#### у току јануара
- Одржано шест седница Привременог руководства КПЈ, којима је председавао Филип Филиповић и на којима је дискутовано о раду Савеза графичких радника Југославије и о утицају КПЈ на графичке раднике; о припремању јануарског броја „Пролетера”; о Извештају о раду, коресподенцији са организацијама и руководствима у земљи, о кампањи за избор радничких повереника; о студентском покрету и о раду синдиката. На последњој седници, одржаној 27. јануара, Привремено руководство дало је мишљење о раду Петка Милетића у Србији и Војводини и др.[2]

## Април

#### 4. април
- Формирана нова Влада Краљевине Југославије (прва после завођења шестојануарске диктатуре) на чијем се чeлу налазио Војислав Маринковић, један од вођа Југословенске националне странке (Влада је постојала до 6. јула када је заменила Влада Милана Сршкића).

## Јул

#### 6. јул
- Формирана нова Влада Краљевине Југославије на чијем се чeлу налазио Милан Скршић, један од вођа Југословенске националне странке (Влада је постојала до 27. јануара 1934. када је заменила Влада Николе Узуновића).

## Септембар

#### 6. септембар
- У току ноћи 6/7. септембра, група од 10 усташа се илегално пребацила из Задра (у саставу Краљевине Италије) на подручје Госпића, где се повезала са групом чланова усташке организације и под вођством Андрије Артуковића извршила напад на жандармеријску станицу у селу Брушане, код Госпића. Након напада, усташе су се преко Велебита повукле у Италију. Рачунајући на национално и економско незадовољство народа, услед велике економске кризе, усташко вођство је рачунало да ће овом акцијом успети да покрене устанак ширих размера. Иако мала, ова акција изазвала је веома оштро реаговање власти и погоршала ионако лоше италијанско-југословенске односе, а у историографији је остала забележена као Лички или Велебитски устанак.[3]

## Октобар

#### у току октобра
- У Котору одржана Шеста покрајинска конференција КПЈ за Црну Гору, Боку, Санџак, Косово и Метохију на којој је изабран нови Покрајински комитет и његов Секретаријат у саставу — Божо Љумовић, секретар и Адолф Мук и Василије Раичевић, чланови. Касније је у Секретаријат кооптиран Марко Радовић.[4]